# Villa lineata
Villa lineata är en tvåvingeart som först beskrevs av Walker 1857.  Villa lineata ingår i släktet Villa och familjen svävflugor. Inga underarter finns listade i Catalogue of Life.